# Ритуальные деньги

Современная банкнота Загробного банка на миллиард долларов с изображением Нефритового императора.

Кита́йские ритуа́льные де́ньги (кит. трад. 金紙, упр. 金纸, пиньинь jīnzhǐ, палл. цзиньчжи, также деньги загробного банка) — бумажные деньги, выпускаемые с целью совершения ритуала жертв духам и передаче умершим в китайской традиции. Ритуальные деньги широко применяются во всех странах с китайским населением, также и в настоящее время. Название «преисподняя» не носит негативной окраски, речь идёт о мире, в котором обитают умершие и духи.

## Названия

### На китайском
- Золотая бумага (кит. трад. 金紙, упр. 金纸, пиньинь jīnzhǐ, палл. цзиньчжи),
- серебряная бумага (кит. трад. 銀紙, упр. 银纸, пиньинь yínzhǐ, палл. иньчжи),
- бумага преисподней (кит. трад. 陰司紙, упр. 阴司纸, пиньинь yīnsīzhǐ, палл. иньсычжи,
- деньги преисподней кит. трад. 冥幣, упр. 冥币, пиньинь míng bì, палл. минби, кит. трад. 冥鈔, упр. 冥钞, пиньинь míng chāo, палл. минчао),
- бумажные деньги (кит. трад. 紙錢, упр. 纸钱, пиньинь zhǐqián, палл. чжицянь),
- тёмные деньги (кит. трад. 冥紙, упр. 冥纸, пиньинь míng zhǐ, палл. мин чжи),
- «бумага» (кит. трад. 紙楮, упр. 纸楮, пиньинь zhǐchǔ, палл. чжичу).

### На вьетнамском
- Деньги преисподней (вьет. tiền âm phủ, тьы-ном 錢陰府, тьен ам фу),
- золотые  (tiền địa phủ, 錢地府, тьен диа фу),
- серебряные деньги (tiền vàng bạc, 錢鐄鉑, тьен ванг бак),
- искусственные золотые деньги (tiền vàng mã, 錢鐄馬, тьен ванг ма),
- искусственные вещи (đồ mã, до ма) — название любого вида ритуальных имитаций предметов, не только денег.

### На японском
- Мэйсэн (яп. 冥銭).

## Применение ритуальных денег

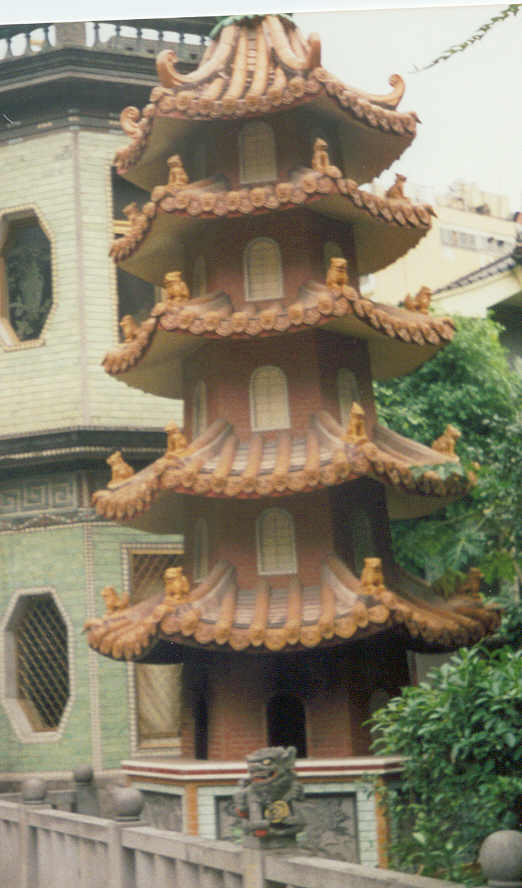
Печь для сжигания жертвенных денег, Тайбэй

Чтобы дать возможность духам умерших родственников жить лучше в загробном мире, им делают бумажные подарки и подносят бумажные деньги, на которые они живут в загробном мире.
По другим представлениям, ритуальные деньги им даются для передачи «взятки» владыке ада Яньло-вану, чтобы он во время суда помог им избежать наказания.
Ритуальные деньги сжигаются в специальных печах при храмах и посвящаются определённым божествам. Во время сжигания с банкнотами обходятся как с настоящими деньгами — их не перевязывают, а помещают в виде развёрнутых стопок. При этом считается, что сжигание настоящих денег вместо жертвенных приносит несчастье.
Хотя они выглядят как сувенирные или игровые, китайцы воспринимают эти деньги без тени юмора (ср. искусственные цветы в европейской обрядности). Не рекомендуется дарить деньги преисподней живым людям (даже в шутку) — это может восприниматься как пожелание смерти и может сильно обидеть, как если бы в России живому человеку подарили траурный венок.

## Вид ритуальных денег

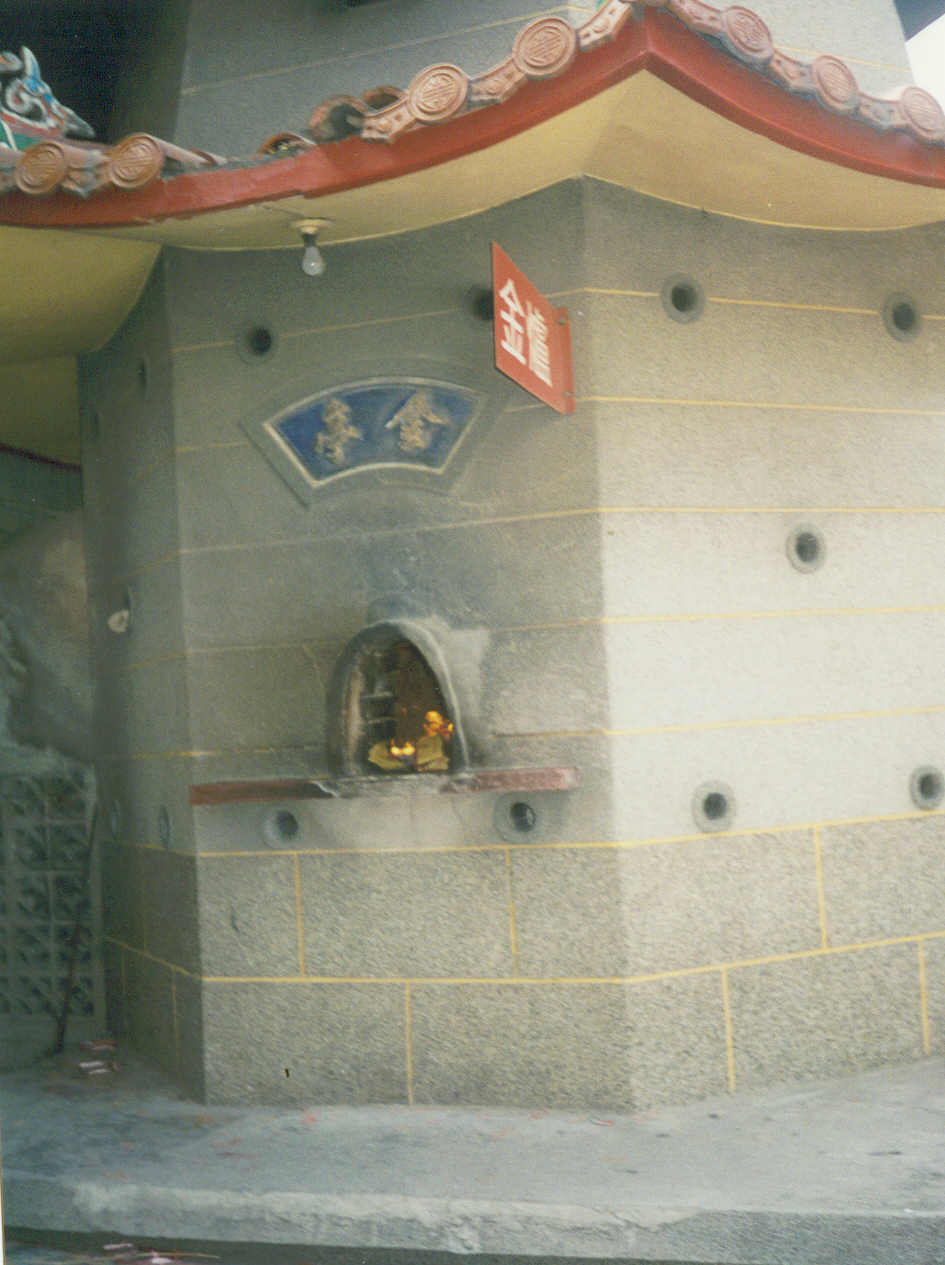
Печь для сжигания жертвенных денег, Тайвань

Современные ритуальные деньги подражают по стилю современным купюрам, нередко — долларам, содержат надписи на английском языке и даже портреты президентов США.
Стало популярным выпускать также «кредитные карты» Банка преисподней, начиная от примитивных (с пометкой VISA) до очень тщательно выделанных с вензелями и украшениями ручной работы.
Банкноты Банка преисподней обычно имеют очень высокий номинал — 10 000, 100 000, 1 000 000 или 500 000 000 долларов. На банкнотах помещается изображение Нефритового императора и его подпись (Yu Wong), а также подпись Яньло-вана (Yen Loo), причём нередко ставятся латинские подписи. На обороте банкноты — изображение Банка преисподней.
Иногда ритуальные деньги изображают также Восемь Бессмертных, Будду, Яньло-вана, драконов или знаменитых умерших людей, даже Джона Кеннеди или Мэрилин Монро. Их продают пачками по 30—50 купюр в целлофановой обёртке.
Нередко сложенные из золотистой или серебристой бумаги бутафорские ямбы (слитки золота или серебра) сжигаются вместе с ритуальными деньгами.

## История
Понятие ада появилось в связи с буддийской абхидхармой, объясняющей сансару и круговорот перерождений. Буддийские представления воспринялись традицией и переработались в даосизме.
С другой стороны к аду (преисподней) апеллировали в Китае христианские миссионеры, которые утверждали, что необращённые китайцы попадут после смерти в ад.
В традиционной китайской мифологии все, кто умирают, попадают в подземный мир Диюй (кит. 地獄/地狱, буквально «подземный суд»), где проходят суд, чтобы быть отправленными на небо или в нирвану или переродиться в других мирах.